# Chambre étoilée
La Chambre étoilée, en anglais Star Chamber, est une cour de justice spéciale créée en 1487 dans le royaume d'Angleterre sous le règne d'Henri VII, lors du deuxième Parlement de son règne (Star Chamber Act, qui formalise une pratique existant auparavant).
Issue du Conseil du roi, c'est une émanation du pouvoir royal, une prerogative court. Elle fait partie des courts of equity, c'est-à-dire pouvant condamner un acte répréhensible, mais ne tombant pas formellement sous le coup de la loi. Elle est aussi en mesure de poursuivre et de condamner des personnages trop puissants pour l'être par les tribunaux ordinaires.
Tribunal en principe plus efficace que les cours ordinaires, cette cour a, dans certaines circonstances, été utilisée de façon abusive, de sorte qu'aujourd'hui au Royaume-Uni, Star Chamber est synonyme de « tribunal arbitraire ».

## Origine du nom
Son nom vient probablement des étoiles en or (golden stars) ornant le plafond de la salle où se réunissaient les conseillers du roi[pas clair]. Le décor formé par des étoiles d'or (sur fond bleu) était en fait assez fréquent au Moyen Âge.
Un nom de ce genre est utilisé dès 1398, Sterred Chamber, dont la dernière occurrence date de 1534, dans l'Acte de suprématie donnant au roi d'Angleterre le rôle de chef de l'Église d'Angleterre.

## Contexte: la fin de la guerre des Deux-Roses
Henri VII est le premier roi de la dynastie des Tudor, vainqueur en 1485 dans la guerre des Deux-Roses menée depuis 1455 entre la maison d'York et la maison de Lancastre (puis Tudor).
La création de ce tribunal, deux ans après son avènement, est consécutive au coup d'État yorkiste fomenté en 1487 par John de la Pole, comte de Lincoln, pour renverser le roi, au nom d'un faux roi « Édouard VI », supposé être le prince Édouard Plantagenêt (1475-1499), en réalité un sosie approchant, Lambert Simnel (vers 1477-1525). Celui-ci, âgé d'une dizaine d'années, est couronné dans la cathédrale de Dublin (24 mai 1487), puis John de la Pole lance son armée (6 000 hommes) sur l'Angleterre (juin 1487), où il est vaincu à Stoke (Nottinghamshire) le 16 juin.

## Le tribunal de la Chambre étoilée
Il a son siège au palais de Westminster et est composés de membres du Conseil privé du roi et de magistrats issus des tribunaux ordinaires.

### Fonctionnement
Au départ, c'est une cour d'appel, mais au fil du temps, certaines affaires ont été directement portées devant elle.
C'est un tribunal d'exception, qui ne respecte pas les coutumes anglaises : il juge sans le concours d'un jury et le témoignage d'un seul témoin est considéré comme suffisant.

### Histoire
Il devient un instrument terrible entre les mains de Henri VIII et d'Élisabeth Ire qui y poursuivent leurs opposants sans possibilité d'appel.
Il est aboli en 1641 par le Long Parlement, au début de la révolution anglaise.

### Source
Cet article comprend des extraits du Dictionnaire Bouillet. Il est possible de supprimer cette indication, si le texte reflète le savoir actuel sur ce thème, si les sources sont citées, s'il satisfait aux exigences linguistiques actuelles et s'il ne contient pas de propos qui vont à l'encontre des règles de neutralité de Wikipédia.